# Abbazia di Neuburg
L'abbazia di Neuburg (in tedesco Stift Neuburg, Abtei Neuburg o Kloster Neuburg) dedicata a San Bartolomeo è un monastero benedettino sito presso Heidelberg nel distretto di Karlsruhe, nel Baden-Württemberg, in Germania.
L'abbazia fu fondata nel 1130 da Anselmo, monaco dell'Abbazia di Lorsch. Trasformata in monastero femminile da Corrado Hohenstaufen nel 1195, passò alla regola cistercense, per tornare ai benedettini nel 1462. Fu soppressa nel 1562 con la Riforma protestante e passò ad essere proprietà privata. L'abbazia fu riacquistata dai benedettini nel 1926 e rifondata nel 1928.